# Zbór Warszawa-Ursynów Kościoła Adwentystów Dnia Siódmego
Zbór Warszawa-Ursynów Kościoła Adwentystów Dnia Siódmego – jeden z czterech zborów adwentystycznych w Warszawie, działający w dzielnicy Ursynów, należący do okręgu mazowieckiego diecezji wschodniej Kościoła Adwentystów Dnia Siódmego w RP.
Pastorem zboru jest kazn. Mikołaj Krzyżanowski.